# Відманштеттен (кратер)

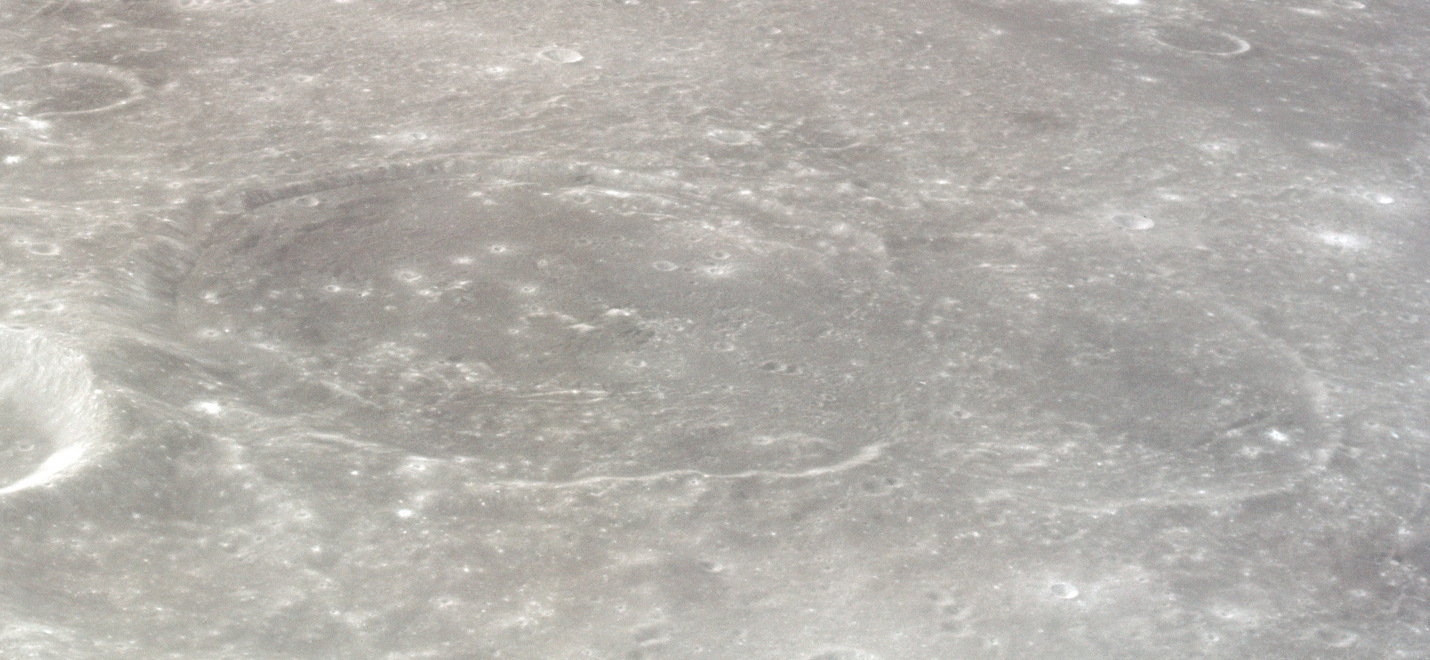
Кратери Кісс та Відманштеттен (знімок «Аполлона-12», 1969)

Відманштеттен (Widmannstätten) — кратер на Місяці. Діаметр — 53 км, координати центру — 6°05′ пд. ш. 85°26′ сх. д. / 6.09° пд. ш. 85.43° сх. д. Розташований на східному краю видимого боку, в південній частині Моря Сміта. Названий на честь австрійського науковця Алоїза фон Відманштеттена. Ця назва була затверджена Міжнародним астрономічним союзом 1973 року (спочатку з однією літерою n). Сателітних кратерів Відманштеттен не має.

## Опис
Відманштеттен — сильно зруйнований кратер. Його західна частина перекрита більшим кратером Кісс. Інші його сусіди — кратери Као і Гельмерт на південному сході, Такер на сході, Уорнер на північному сході та Крейкен на південному заході. Вік кратера Кісс визначено як донектарський; оскільки Відманштеттен старший за нього, він утворився в цьому ж періоді.
Дно Відманштеттена плоске, але нерівне, і (як і у сусідніх кратерів) частково залите лавою Моря Сміта. Всередині кратера, а також за його східним краєм, тягнуться кілька борозен, приблизно концентричних його валу. Одна з них раніше називалася борозною Відманштеттена (Rima Widmannstätten), але потім ця назва була скасована. Вал поруйнований і нерівний, без терас; його висота найбільша в місцях, де він зливається з валом кратера Кісс (на півночі та півдні). Там вона сягає 0,9 км відносно найглибших ділянок дна, а інших місцях не перевищує 0,7 км. Променевої системи у Відманштеттена, як і в інших древніх кратерів, нема.